# James J. Winans

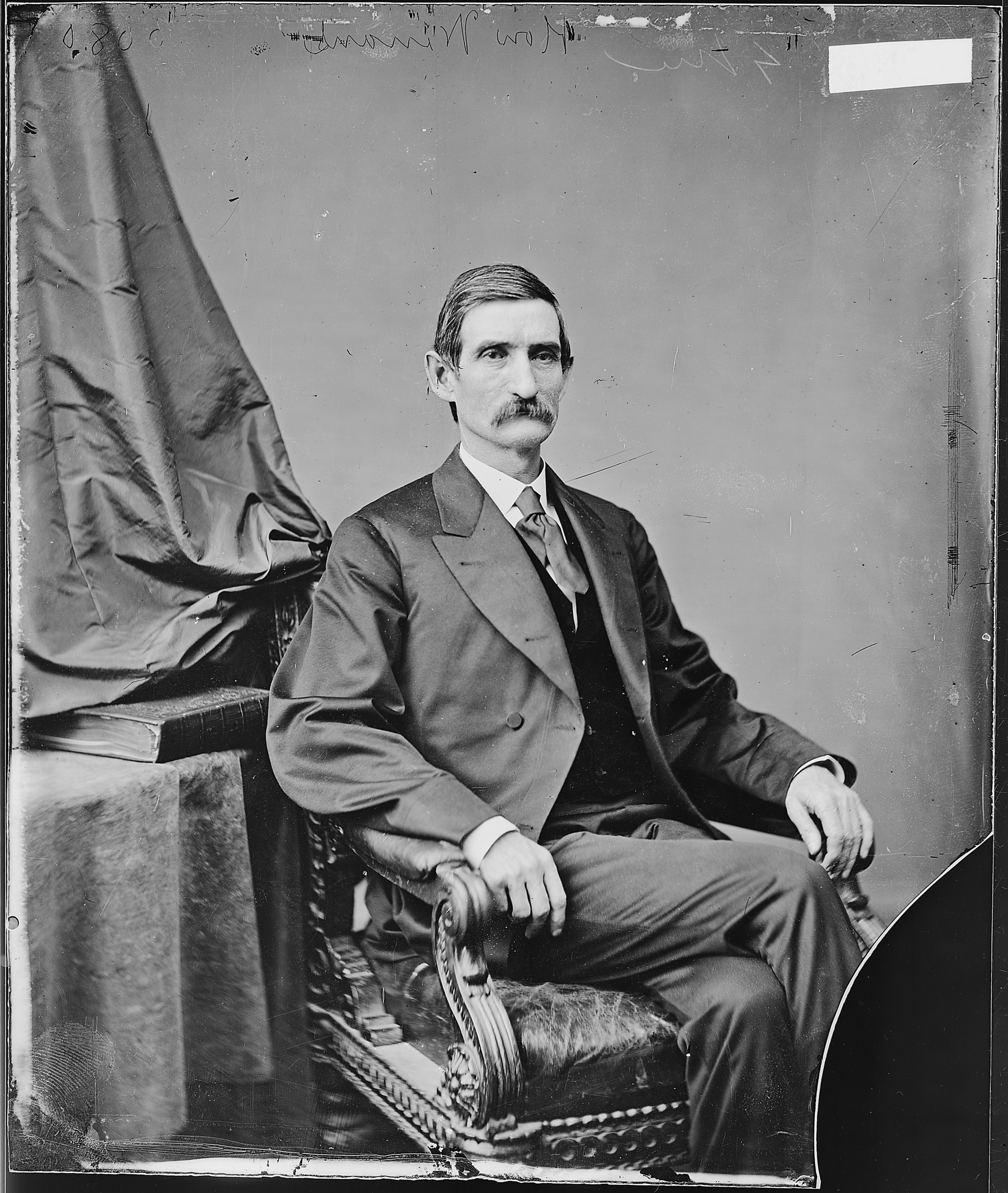
James J. Winans

James January Winans (* 7. Juni 1818 in Maysville, Kentucky; † 28. April 1879 in Xenia, Ohio) war ein US-amerikanischer Politiker. Zwischen 1869 und 1871 vertrat er den Bundesstaat Ohio im US-Repräsentantenhaus.

## Werdegang
Noch in seiner Jugend zog James Winans mit seinen Eltern in das Greene County in Ohio, wo er die öffentlichen Schulen besuchte. Danach studierte er an der Transylvania University in Lexington. Nach einem anschließenden Jurastudium und seiner 1841 erfolgten Zulassung als Rechtsanwalt begann er ab 1843 in Xenia in diesem Beruf zu arbeiten. Von 1845 bis 1851 war er bei der Gerichtsverwaltung im Greene County angestellt. Gleichzeitig schlug er als Mitglied der Republikanischen Partei eine politische Laufbahn ein. 1857 saß er im Senat von Ohio; im Jahr 1863 gehörte er dem dortigen Repräsentantenhaus an. Von 1864 bis 1871 war er als Berufungsrichter tätig.
Bei den Kongresswahlen des Jahres 1868 wurde Winans im siebten Wahlbezirk von Ohio in das US-Repräsentantenhaus in Washington, D.C. gewählt, wo er am 4. März 1869 die Nachfolge des Demokraten Samuel Shellabarger antrat. Da er im Jahr 1870 gegen Shellabarger verlor, konnte er bis zum 3. März 1871 nur eine Legislaturperiode im Kongress absolvieren. Nach dem Ende seiner Zeit im US-Repräsentantenhaus praktizierte er wieder als Anwalt. James Winans starb am 28. April 1879 in Xenia, wo er auch beigesetzt wurde.